# Climb (Kurzfilm)
Climb ist ein US-amerikanischer Kurzfilm aus dem Jahr 1974, für und mit dem der Produzent Dewitt Jones für einen Oscar nominiert war.

## Inhalt

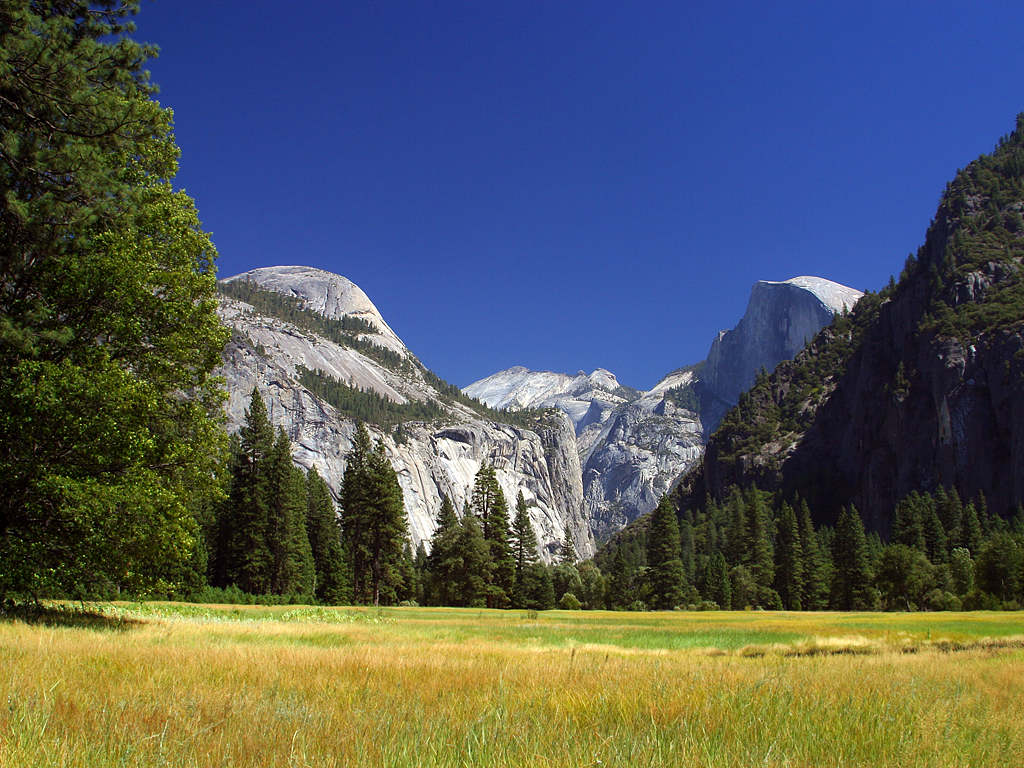
Yosemite Valley

Zwei Männer sind im Yosemite-Nationalpark unterwegs, wo sie eine Felswand des Washington Column erklimmen. Der Film zeigt sowohl das Abenteuer des Kletterns als auch, wie metaphorisch ein solcher Aufstieg sein kann, bei dem Grenzen ausgelotet werden und persönliche Wertigkeiten eine Rolle spielen. Während die beiden Kletterer uns an ihren Gedanken und ihrer Motivation teilhaben lassen, beobachten wir ihren atemberaubenden Aufstieg in einer steilen Felswand im Yosemite Valley. Während ihres Aufstiegs werden uns einige Grundlagen des Kletterns vermittelt, aber hauptsächlich geht es darum, was die Männer antreibt: Die Schwierigkeit des Anfangs; die Wichtigkeit, sich selbst zu testen; die Freude am Selbstvertrauen; die Wärme einer Bindung mit einer anderen Person; und die Freude darüber, ein schwieriges Ziel erreicht zu haben.

## Produktion, Veröffentlichung
Der im Yosemite-Nationalpark, speziell auf dem Washington Column, von Dewitt Jones Productions gedrehte Film wurde im Oktober 1974 auf dem Chicago International Film Festival vorgestellt. Zu sehen war er auch während des Trento Film Festivals in Trient in Italien, dem weltweit ältesten Bergfilmfestival.

## Auszeichnung
Oscarverleihung 1975
- Oscarnominierung für und mit dem Kurzfilm Climb in der Kategorie „Bester Kurzfilm“. Der Oscar ging jedoch an Paul Claudon und Edmond Séchan und ihren Film …les borgnes sont Rois, der das Schicksal eines Mannes aufgreift, der im Herzen seiner Mutter nicht den ersten Platz einnimmt, den sie ihrem Hund zugesteht.